# رويان (إيران)
رويان هي مدينة تقع في إيران في محافظة مازندران.
يقدر عدد سكانها بـ 6,339 نسمة وترتفع عن سطح البحر -12 متر.